# Cyrtopholis ramsi
Espèce
Cyrtopholis ramsi est une espèce d'araignées mygalomorphes de la famille des Theraphosidae.

## Distribution
Cette espèce est endémique de Cuba.

## Publication originale
- Rudloff, 1995 : Una nueva especie de Cyrtopholis (Mygalomorphae: Theraphosidae) de Cuba oriental incluyendo una clave para este gènero. Garciana, vol. 24, p. 17-24.